# 蒙伯尼
蒙伯尼（法語：Montbeugny，法語發音：[mɔ̃bøɲi]）是法国阿列省的一个市镇，位于该省东部，属于穆兰区。

## 地理
蒙伯尼（46°31'44"N, 3°29'20"E）面积32.65 平方千米，位于法国奥弗涅-罗讷-阿尔卑斯大区阿列省，该省份为法国中部省份，北起涅夫勒省、西北接谢尔省，西南至克勒兹省，南至多姆山省，东南临卢瓦尔省，东临索恩-卢瓦尔省。
与蒙伯尼接壤的市镇（或旧市镇、城区）包括：沙波、吕西尼、讷伊勒雷阿勒、阿科兰河畔蒂耶勒、阿列河畔土伦、伊泽尔。

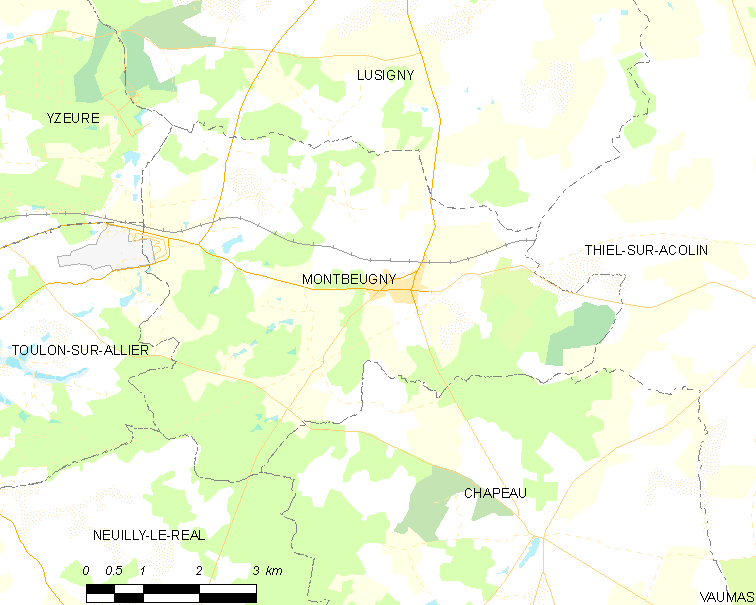
蒙伯尼的OSM定位图

蒙伯尼的时区为UTC+01:00、UTC+02:00（夏令时）。

## 行政
蒙伯尼的邮政编码为03340，INSEE市镇编码为03180。

## 政治
蒙伯尼所属的省级选区为穆兰第二县。

## 人口

1962-2008年间蒙伯尼人口变化图示

蒙伯尼于2022年1月1日时的人口数量为645人。